# Giuliano Gemma

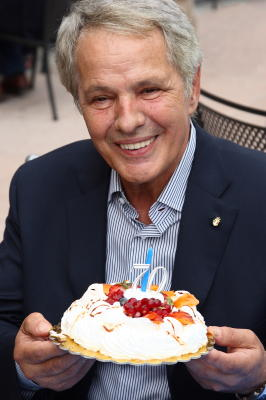
Giuliano Gemma an seinem 70. Geburtstag (2008)

Giuliano Gemma (* 2. September 1938 in Rom; † 1. Oktober 2013 in Civitavecchia) war ein italienischer Schauspieler.

## Leben
Gemma wuchs in Reggio nell’Emilia auf, kehrte aber 1944 mit seinen Eltern zurück nach Rom. Gemma war in seinen frühen Jahren als Sportler aktiv. Sein großes Vorbild war Burt Lancaster.
Nach Anfängen als Stuntman arbeitete er bereits mit 18 Jahren als Statist und bekam zunächst Nebenrollen in Historienfilmen. 1959 war er als badender Römer in William Wylers Monumentalfilm Ben Hur und 1961 als Krios in Kadmos – Tyrann von Theben zu sehen.
1962 engagierte ihn Luchino Visconti für die kleine Rolle eines Generals der Truppen Garibaldis in Der Leopard.
Bekannt geworden als Nicolas in den Angélique-Filmen, spezialisierte sich Gemma ab Mitte der 1960er Jahre auf Italowestern. Mit Adios Gringo schaffte er 1965 den Durchbruch in diesem Genre. In einigen Filmen spielte er unter dem Pseudonym Montgomery Wood. Neben Clint Eastwood war Gemma einer der bekanntesten Darsteller dieses Genres, was seinen Marktwert steigerte.
Anfang der 1970er Jahre spielte Gemma auch anspruchsvollere Charaktere aus der jüngeren Geschichte, wie z. B. 1970 in Valentino Orsinis Die letzten Partisanen oder 1977 in Der eiserne Präfekt. Zu Gemmas besten Leistungen zählten 1976 die Rolle eines einsamen Offiziers in Valerio Zurlinis Die Tatarenwüste und 1980 als Sportarzt in Passioni popolari.
1985 kehrte Gemma für eine Fernsehserie wieder zum Western zurück. In den folgenden Jahren spielte er eher unbedeutendere Rollen. Zuletzt war Gemma vor allem für das italienische Fernsehen tätig.
Neben der Schauspielerei war Gemmas Leidenschaft die Bildhauerei. Gemma war mit der Journalistin Baba Richerme verheiratet und hatte zwei Töchter aus erster Ehe. Eine Tochter ist die Schauspielerin Vera Gemma, über deren Leben 2022 der preisgekrönte semidokumentarische Spielfilm Vera entstand.
Gemma wurde am 1. Oktober 2013 bei einem Autounfall in seinem Wohnort Cerveteri schwer verletzt und starb kurz darauf in einem Krankenhaus in Civitavecchia.

## Filmografie (Auswahl)

### Kinofilme
- 1958: Der Windhund von Venedig (Venezia, la luna e tu)
- 1959: Mein schöner Ehemann (Il nemico di mia moglie)
- 1959: Ben Hur (Ben-Hur)
- 1960: Aufstand der Tscherkessen (I cosacchi)
- 1960: Messalina (Messalina Venere imperatrice)
- 1961: Il pianeta degli uomini spenti
- 1961: Io amo, tu ami
- 1962: Kadmos – Tyrann von Theben (Arrivano i titani)
- 1962: Der Leopard (Il gattopardo)
- 1963: Il giorno più corto
- 1963: Der Stärkste unter der Sonne (Maciste l’eroe più grande del mondo)
- 1963: Sheherazade – Der goldene Löwe von Bagdad (Shéhérazade)
- 1964: Angélique (Angélique, Marquise des Anges)
- 1964: Der Aufstand der Prätorianer (La rivolta dei pretoriani)
- 1964: Huasaca – Wie tödliche Geier (Ercole contro i figli del sole)
- 1964: Kaiser der Gladiatoren (I due gladiatori)
- 1965: Adios Gringo (Adiós gringo)
- 1965: Angélique, 2. Teil (Merveilleuse Angélique)
- 1965: Ein Loch im Dollar (Un dollaro bucato)
- 1965: Eine Pistole für Ringo (Una pistola per Ringo)
- 1965: Ringo kommt zurück (Il ritorno di Ringo)
- 1965: Die Rückkehr des Gefürchteten (Erik il Vichingo)
- 1966: Arizona Colt (Arizona Colt)
- 1966: Kiss Kiss… Bang Bang – Regie: Duccio Tessari
- 1966: Tampeko – Ein Dollar hat zwei Seiten (Per pochi dollari ancora)
- 1967: Der lange Tag der Rache (I lunghi giorni della vendetta)
- 1967: Der Tod ritt dienstags (I giorni dell’ira)
- 1967: Wanted (Wanted)
- 1968: Amigos (… e per tetto un cielo di stelle)
- 1968: Der Bastard (I bastardi)
- 1968: In den Adern heißes Blut (Violenza al sole)
- 1969: Friß oder stirb (Vivi o, preferibilmente, morti)
- 1969: Blutiges Blei (Il prezzo del potere)
- 1970: Die letzten Partisanen (Corbari)
- 1970: Als die Frauen noch Schwänze hatten (Quando le donne avevano la coda)
- 1971: Der feurige Pfeil der Rache (L’arciere di fuoco)
- 1971: Der Geliebte der großen Bärin (L’amante dell’Orsa maggiore)
- 1972: Ben und Charlie (Amico, stammi lontano almeno un palmo)
- 1972: Ein achtbarer Mann (Un uomo da rispettare)
- 1973: Auch die Engel essen Bohnen (Anche gli angeli mangiano fagioli)
- 1973: Haie kennen kein Erbarmen (Troppo rischio per un uomo solo)
- 1974: Ein Verbrechen aus wahrer Liebe (Delitto d’amore)
- 1974: Auch die Engel mögen’s heiß (Anche gli angeli tirano di destro)
- 1975: Stetson – Drei Halunken erster Klasse (Il bianco, il giallo, il nero)
- 1975: Africa Express
- 1976: Safari Express
- 1976: Die Tatarenwüste (Il deserto dei Tartari)
- 1977: Der Mann aus Virginia (California)
- 1977: Der eiserne Präfekt (Il prefetto di ferro)
- 1978: Der Aufstieg des Paten (Corleone)
- 1978: Die große Offensive (Il grande attacco)
- 1978: Silbersattel (Sella d’argento)
- 1979: Ein Mann auf den Knien (Un uomo in ginocchio)
- 1980: La Légion saute sur Kolwezi
- 1980: Tödliche Warnung (L’avvertimento)
- 1981: Die Nahkampftruppe (Ciao nemico)
- 1982: Tenebrae (Tenebre)
- 1983: Im Bann der Leidenschaft (Le Cercle des passions)
- 1984: Afghanistan pourquoi?
- 1986: Hoffen wir, daß es ein Mädchen wird (Speriamo che sia femmina)
- 1988: The Opponent – Sein härtester Gegner (Qualcuno pagherà?)
- 2006: Das Ende der Götter (L’inchiesta)
- 2012: To Rome with Love

### Fernsehproduktionen
- 1978: Der tödliche Kreis (Circuito chiuso)
- 1985: Tex und das Geheimnis der Todesgrotten (Tex e il Signore degli abissi)
- 1988: Rally (Fernsehserie)
- 1990: Marco – Über Meere und Berge (Dagli Appennini alle Ande)
- 1991: Jo, Fotomodell (La moglie nella cornice)
- 1992: Zwei Brüder in einem Boot (Una storia italiana)
- 1997: Prinzessin Amina (Deserto di fuoco)
- 1999: Ruf der Berge (Premier de cordée)
- 2001: Bel Ami – Liebling der Frauen (L’uomo che piaceva alle donne – Bel Ami)
- 2005: Papst Johannes Paul II. (Pope John Paul II)

## Auszeichnungen
- 1977: David di Donatello Award als bester Schauspieler in Die Tatarenwüste
- 1979: Montréal World Film Festival als bester Schauspieler in Der Aufstieg des Paten
- 1990: François Truffaut Award beim Giffoni Film Festival